# Geinoh Yamashirogumi
 (décembre 2012).
Si vous disposez d'ouvrages ou d'articles de référence ou si vous connaissez des sites web de qualité traitant du thème abordé ici, merci de compléter l'article en donnant les références utiles à sa vérifiabilité et en les liant à la section « Notes et références ».
Geinoh Yamashirogumi est un collectif musical japonais, fondé en 1974 par Shoji Yamashiro, regroupant des centaines de personnes de toutes les conditions sociales : journalistes, docteurs, ingénieurs, étudiants, hommes d'affaires, etc. 

## Description
Ce melting-pot de talents et d’idées apporte une dimension hors pair de créativité dans leur travail, que l'on connaît pour être une fusion habile de musique traditionnelle avec la haute technologie. Par exemple, dans les années 1980, le synthétiseur digital MIDI ne pouvait pas manipuler les systèmes de réglage d'accord de musique gamelan traditionnelle, donc le groupe a dû commencer à partir de zéro, apprenant la programmation pour pouvoir modifier leur équipement et ce, tandis qu'ils travaillaient sur ce qui deviendrait leur travail le plus connu, la bande sonore de l'anime Akira de Katsuhiro Otomo. Mais cette œuvre n'est pas à elle seule représentative des travaux de ce groupe, l'écoute d' Ecophony Rinne (1986) et d'Ecophony Gaïa (1992) est tout aussi fondamentale pour une bonne appréciation des qualités ethnomusicologiques de ce collectif.
Geinoh Yamashirogumi a fidèlement reproduit plus de quatre-vingts styles différents de musique traditionnelle et les a joués dans le monde entier, mais bien qu'ayant été internationalement acclamé et critiqué, il reste relativement méconnu.

## Discographie

### Albums
- 1976 : Osorezan/Dou no kenbai
- 1976 : Chi no Hibiki
- 1977 : Yamato gensho
- 1978 : Ougonrin sanyo
- 1979 : Shonentachi he no chikyusanka
- 1981 : Selections From Folk Music on Silkroad
- 1982 : Africa genjoh
- 1986 : Ecophony Rinne
- 1988 : Symphonic Suite AKIRA
- 1990 : Ecophony Gaia

### Enregistrements Live
- 1979 : Live Hirakareta Gassho Junen No Tenkai

### Autres Travaux
- 1988 : Akira Original Soundtrack

### Compilation
- 1994 : Geinō Yamashirogumi Nyūmon